# Jørgen-Frantz Jacobsen
Jørgen-Frantz Jacobsen (29. november 1900 i Tórshavn – 24. marts 1938) var en færøsk forfatter, der skrev på dansk. Hans berømmelse bygger hovedsageligt på romanen Barbara, filmatiseret først i Vesttyskland i 1961; så i 1997, se filmen Barbara.

## Baggrund
Som 21-årig ramtes Jacobsen af lungetuberkulose, og måtte tilbringe lange perioder af sit liv på tuberkulosesanatorier, men fuldførte dog sine studier og blev cand.mag. i historie og fransk fra Københavns universitet. Han var stærkt optaget af nordisk historie, og skrev som journalist (bl.a. for Politiken) i København en række kronikker, artikler, samt to glimrende bøger om Færøernes politiske relationer til Norden og Danmark.

## Forfatterskab
Jacobsen havde skønlitterære ambitioner, og i 1934 gik han i gang med den historiske roman Barbara. Romanen, der var skrevet på dansk, og færdigredigeret af hans langt mere berømte fætter, forfatteren William Heinesen (1900-91), udkom først året efter Jacobsens død, og opnåede fra første færd berømmelse og blev oversat til mange sprog.
Jacobsen var en lidenskabelig brevskriver og havde fast korrespondance med sin jævnaldrende ven og fætter, William Heinesen, der også var en formidabel brevskriver. Heinesen udgav i 1958 et udvalg af Jørgen-Frantz' breve i bogen Det dyrebare liv. I et af brevene lyder det:
Livet er stort og dæmonisk, værd at elske og lyde. Og det allerstørste i livet er igen resignationen. Jeg har vidst det, siden jeg en stormfuld stund for snart otte år siden fattede Beethovens 5. symfoni.
I brevene omtaler han sit tilsyneladende håbløse kærlighedsforhold til en kvinde, han kalder "Barbara" (i virkelighed hans kusine Estrid Bannister Good, senere bosat i Irland) og sine planer om at skrive en roman, hvis handling i det ydre skulle bygge på sagn og overleveringer fra 1700-tallet om den unge præstekone Beinta Broberg, der betog alle med sin skønhed og ynde. Denne historiske sorenskriverdatter forvoldte ifølge overleveringen sine to første ægtemænds tidlige død og ledte den tredje ud i stor ulykke. Men den historiske inspiration gælder kun de ydre rammer – Jørgen-Frantz Jacobsens sammensatte, uudgrundelige og meget menneskelige Barbara har kun lidt til fælles med sagnets onde forførerske. Om Barbara skrev han:
...Hun er også tro på sin manér. Men hun falder altid. Der er noget tragisk i dette: den håbløse kamp mellem det gode i Barbara og det upålidelige.
Jacobsens korrespondance med kusinen Estrid Bannister Good er senere udgivet. Hun var ikke seksuelt tiltrukket af ham, og havde mange forhold til andre mænd. Et halvt år inden sin død brød han med hende, med en tak for alle gode inspirationer og et citat fra Bellmans Fredmans epistel nr. 36: "Farväl min nymf! Apollon mig skänkt din sköna bild at måla." Hendes breve var venlige og omtænksomme, men hun fortalte ham åbent om sine forhold, og mente, venskab med fælles læsning af Hamsun var af større værdi end et samliv. Hans breve var tynget af hans sygdom, fattigdom, længsel og ensomhed. I januar 1934 omtalte han sine planer om en roman, og i august 1934 bad han hende om at sende sig Jakobsens Sagnir og Æventyr til sanatoriet; desuden en plade med Couperins Chanson Louis XV og Thuilles Gavotte, som omtales i romanens store bal. I oktober sendte han hende de to første kapitler til kritisk gennemgang.
Jørgen-Frantz Jacobsen døde som 37-årig på sanatoriet Vejlefjord, Danmark.

## Værker
(udvalg)
- 1927 – Danmark og Færøerne (essay)
- 1936 – Færøerne, natur og folk (essay)
- 1939 – Barbara (roman)
  - 1940 – på norsk, svensk, nederlandsk og tysk (nyoversat 1950)
  - 1941 – på finsk, islandsk (Far, veröld, Þinn veg), fransk og italiensk
  - 1944 – på spansk (Un amor)
  - 1947 – på slovensk (Barbora)
  - 1948 – på engelsk (nyoversat 1993)
  - 1964 – på grønlandsk
  - 1967 – på polsk
  - 1972 – på færøsk (Barba og harra Pál oversættelse ved Christian Matras)
  - 1974 – på estisk
- 1941 – Den yderste kyst (essay)
  - 1965 – på tysk (Die letzte Küste, oversættelse ved Esther Bierberg)
  - 1965 – på engelsk (The farthest shore, oversættelse ved Reginald Spink)
- 1943 – Nordiske kronikker (essay)
- 1958 – Det dyrebare liv (breve)